# Pangio oblonga
Cá chạch Java (tên khoa học Pangio oblonga) là một loài cá nước ngọt sống ở vùng nhiệt đới, một loài cá kuhli không dây, có nguồn gốc từ các dòng cát (tên tiếng Anh: Sandy Stream) ở Đông Nam Á. Ngoài ra, còn có các tên phổ biến khác có thể thay thế cho tên gốc của nó là black kuhli (loach), chocolate kuhli và cinnamon loach. Nó là loài cá phổ biến trong ác loài cá thủy sinh.

## Đặc điểm
Loach java, giống như các loài Pangio khác của nó, đều có thân hình lươn dài với đôi mắt nhỏ trên đỉnh đầu. Vây lưng có tia của nó được đặt xa về phía lưng, tức là nằm giữa đuôi và giữa cá. Các cá thể này có màu nâu đỏ đặc trưng, màu sô-cô-la nâu hay đến màu đen nhạt ở phía lưng của chúng, trong khi phần bụng thì có màu nhạt tương phản với những màu này.
Loach Java phát triển đến 3 inch (8 cm). Thức ăn ưa thích của chúng là tôm Myis, atermia, lăng quăng (ấu trùng muỗi). Tuy nhiên, nó còn ăn những thức ăn thừa, những mảnh vụn, xác bã hữu cơ, vì thế nó là một trong những sinh vật cần thiết trong bể cá. Hình thái của nó không rõ ràng, mặc dù con cái khi mang trứng sẽ béo hơn.
Giống như nhiều loài cá chạch khác, chúng được biết là không sinh sản thường xuyên trong môi trường nuôi nhốt mà không có một số kích thích tố nhất định. Tuy nhiên, có một vài ghi chép về việc sinh sản loài này trong hồ thủy sinh tại nhà. Điều đó cũng có nghĩa là chúng sống trong môi trường hoang dã và trong điều kiện hồ cá tối ưu, pH nước từ 6,2 đến 7,0 và nhiệt độ dao động từ 76 ° đến 82 °F hay 24 ° đến 28 °C.

## Phân bố
- Lưu vực sông Mê Công của Lào, Campuchia, Thái Lan và Việt Nam
- Lưu vực sông Chao và sông Nan, Thailand
- Suối Seroke và sông Darjiling, Ấn Độ
- Sông Dangtong, Cambodia
- Sông Sungai Pinoh, Borneo and Thailand
- Sông Brang và sông Tersat, Malaysia
- Hai vùng Mandalay và Tenasserim, Myanmar (Burma)